# Греччо
Греччо, Ґреччо (італ. Greccio) — муніципалітет в Італії, у регіоні Лаціо,  провінція Рієті.
Греччо розташоване на відстані близько 70 км на північ від Рима, 12 км на північний захід від Рієті.
Населення — 1572 особи (2014).

## Демографія
Населення за роками:

Станом на 1 січня 2023 року в муніципалітеті офіційно проживали 103 іноземці з 16 країн, серед них 62 громадяни країн Євросоюзу та 14 громадян України.

## Сусідні муніципалітети
- Контільяно
- Коттанелло
- Рієті
- Стронконе